# ビットコイン法
ビットコイン法（ビットコインほう、スペイン語: Ley Bitcoin, 発音 [ˈlej bitˈkojn]）は、暗号通貨のビットコインを2021年9月7日よりエルサルバドルで法定通貨とする旨を定めた法律。大統領のナジブ・ブケレが法案を提出し、2021年6月8日に立法議会で可決された。その条文には「この法律が意図するのは、革新的能力を備えた無制限の法定通貨としてビットコインを規制することであり、公/私・自然人/法人を問わずいかなる取引においても無条件にこれらの条文の遵守が求められる」とある。

## 沿革

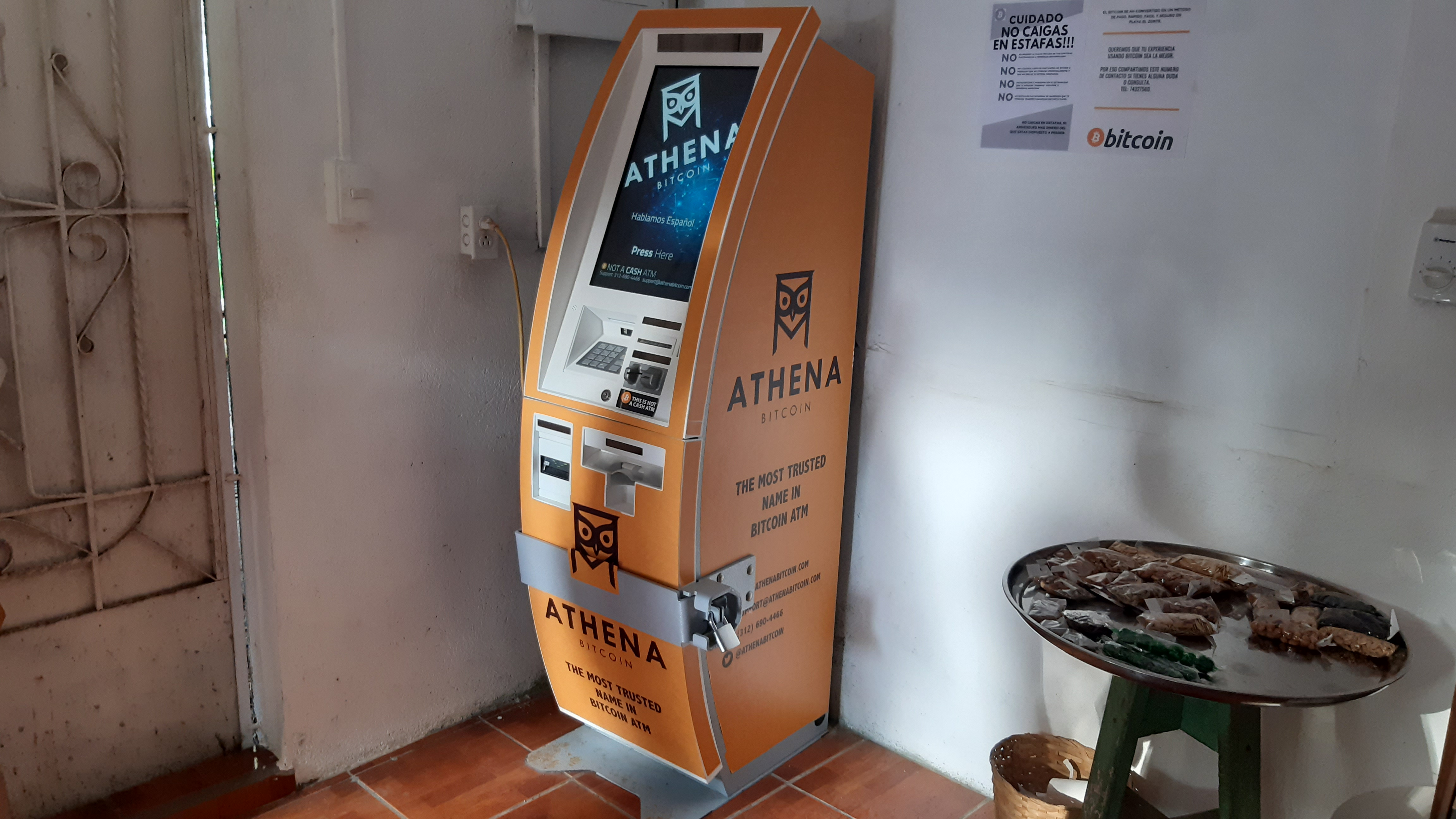
エル・ゾンテのビットコイン ATM

エルサルバドルにおける通貨としてのビットコインの利用は少なくとも2019年から試験的に行なわれており、ブケレは2017年にサンサルバドルの市長だった時にビットコインへの関心を表明していた。ブルームバーグが2021年に報じたところでは、ブケレと新思想党の数人のメンバーは何年もビットコインを保有してきたという。
エルゾンテの沿岸の村では2019年から、地域経済におけるビットコインの利用に関する活発な実験を継続中であり、一部の労働者は給与の受け取りと納税をビットコインで行ない、その他の住民も地元の店から食料品その他の品々をビットコインで購入している。
2021年6月にマイアミで開かれたビットコインのカンファレンスで、ブケレ大統領はビットコインを法定通貨とする法律の公布が楽しみだと公言し、法定通貨化によって「雇用が創出され、正規の経済システムの埒外に置かれた多くの人々に金融包摂（誰にでも平等に金融サービスへのアクセスを提供すること）をもたらす」と述べた。ブケレによると、この法律は銀行口座を持たない約70%の国民に向けられたもので、彼らの金融活動に資するものだとしている。ブケレはまた、この法案は投資を活性化させ、既存のサービスよりも送金手数料を切り下げられると主張した。法案を推進するにあたりブケレは、暗号資産のやりとりにライトニングネットワークを使用する金融サービス会社の Strike およびその CEO の Jack Mallers と協力した。
この法律は2021年6月9日に立法議会を84議席中賛成62で通過した。かくして、条文が政府広報に載った90日後の2021年9月7日よりビットコインは法定通貨となり、エルサルバドルはビットコインを法定通貨とする初の国家となった。ビットコインはエルサルバドルにおいて米ドルに次いで2番目の公式通貨となった。

## 論評
この法律はブケレにとって、「人気者という評判を利用しようとしている若い大統領」として、ある種の良い「宣伝材料」だと論じられている。一方、投資対象としてみるとビットコインはボラティリティが高く（相場が不安定で）、支払い手段としてみると手数料が高いと批判されてもいる 。
Amherst Pierpont の Siobhan Morden によると、この法律はブケレにとって、国際通貨基金との協議を難しくさせる可能性があるという。この法律は、汚職、資金洗浄、取締当局の独立性の毀損という懸念を悪化させるだけになりそうだと彼女は述べた。Vontobel Asset Management の Carlos de Sousa は、暗号通貨のような非中央集権システムは資金洗浄と脱税をより容易にしかねないという懸念を表明した。アーンスト・アンド・ヤングによると、エルサルバドルによるビットコインの法定通貨化は、米国の納税者に暗号通貨の保有を促す結果になるかもしれないという。なぜなら多くの国がビットコインを法定通貨と定めるようになれば、ビットコインに関する米国の連邦所得税の扱いが変わることもあり得、ビットコインは固定資産としての投資でなく988条に則った経常収入になるかもしれないからだ。
2021年8月にエルサルバドルの新聞『La Prensa Gráfica』が行なった世論調査によると、回答者の多くはビットコイン法に反対で、回答者の 3/4 近くはビットコインでの支払いを拒否すると答えた。
ビットコイン法が施行されて100日後の2021年12月に中央アメリカ大学（セントロアメリカナ・ホセ・シメオン・カーニャス大学）が行なった調査によると、人口の 34.8% はビットコインを「全く信用していない」、35.3% は「あまり信用していない」、13.2% は「多少は信用している」、14.1% は「とても信用している」という結果だった。回答者の 56.6% は政府が用意したビットコイン・ウォレット (Chivo) をダウンロードしていた。彼らのうち 62.9% はそれを全く使っていないか一度しか使っていないが、 36.3% は月に1回以上利用していた。回答者のうち 48.5% はビットコイン法を廃止すべきと考えていた。

## 運用

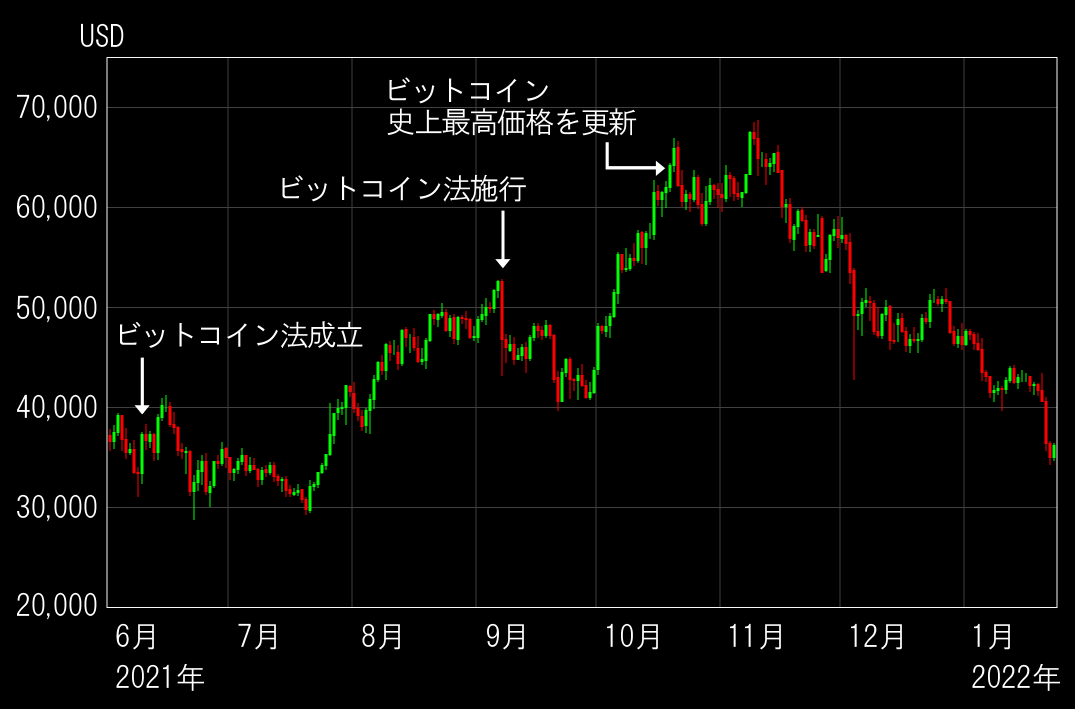
法律施行前後のビットコイン価格の推移

この新法は2021年9月7日に施行された。ビットコイン法が効力を持ち、国の通貨基盤へ大きな変革をもたらすべく新技術の運用を公に開始して何時間もしないうちに、政府はその公式ビットコイン・ウォレットの Chivo をオフラインにしなければならなくなったが、それは輻輳による過負荷が原因だった。政府はサーバを増強し、正午までには復旧した。また同日には、ビットコイン価格が過去一月で最低レベルまで暴落し、同国にとって300万ドル相当の損失となった。エルサルバドル政府はこれに押し目買いで応じ、一月ほどでビットコイン価格は暴落前の52,000ドルを回復した。こうした事態を受け、ビットコインの相場の不安定さを懸念した1000人以上の市民が最高裁判所の前に集まって、ビットコイン法に抗議の声を上げた。施行初日には Chivo は Apple をはじめとする多くのプラットフォームから排除されていたが、その後は利用できる環境が増えている。
ビットコイン法の施行から一月経つと、エルサルバドルにおいてビットコイン・ウォレットの所有者数は銀行口座の所有者数を上回るようになった。最もよく使われているウォレットは政府の公式ウォレット Chivo で、人口の 46% にあたる300万人がダウンロードした。一方、2017年時点で銀行口座を持っていたのは 29% に過ぎない。政府は Chivo の利用を奨励するため、全てのエルサルバドル人のアカウントに30米ドル相当のビットコインを付与した。エルサルバドル人は Chivo の代替としてその他のライトニングネットワーク対応のウォレットを使うことも可能である。また、同国の大手ガソリンスタンドの多くは Chivo で支払う客に対して1ガロンあたり20セントの割引を提供している 。最初の1ヵ月で消費者の 12% が暗号通貨を利用したが、調査対象となった企業の 93% はビットコインでの支払いを受けていなかった。